# Kilian Fischer
Kilian Fischer (* 12. Oktober 2000 in Miltenberg) ist ein deutscher Fußballspieler. Der rechte Verteidiger steht aktuell beim VfL Wolfsburg unter Vertrag und wird auch im zentralen Mittelfeld eingesetzt. Zuvor spielte Fischer einige Jahre für die beiden Stadtrivalen TSV 1860 München und Türkgücü München und den 1. FC Nürnberg.

## Karriere
Fischer wurde in der Jugend von TSV 1860 München ausgebildet. Er durchlief sämtliche Jugendmannschaften des Vereins. Zur Saison 2016/2017 spielte er für die U-17 des Vereins in der B-Junioren-Bundesliga Süd/Südwest. Sein erstes Spiel bestritt er beim 1:1 gegen die U-17 der SpVgg Unterhaching am 17. September 2016. In seinen 19 Einsätzen für die B-Junioren kam er vorwiegend im defensiven Mittelfeld zum Einsatz. In der U-19 des Vereins wurde Fischer vorwiegend im Mittelfeld eingesetzt und war Kapitän der Mannschaft.
Zur Saison 2017/2018 kam er für die zweite Mannschaft der Münchener zu seinen ersten Einsätzen im Profi-Bereich. Sein erstes Spiel in der Bayernliga Süd bestritt er am 4. August 2017 beim 4:1-Sieg gegen den TSV Landsberg. Sein letztes Spiel für die zweite Mannschaft der Münchener bestritt er am 18. Mai 2019 beim 3:0-Sieg gegen den TSV Rain/Lech.
Im Sommer 2019 wechselte er zu Aufsteiger Türkgücü München in die Regionalliga Bayern. Sein erstes Pflichtspiel bestritt er im bayerischen Landespokal bei der 2:3-Niederlage gegen die SpVgg Unterhaching. Drei Tage später wurde er ebenfalls erstmals in der Regionalliga eingesetzt. Beim 4:1-Sieg gegen TSV 1860 Rosenheim spielte er über 90 Minuten als linker Verteidiger. Insgesamt wurde er in der Saison 2019/2020 13 Mal eingesetzt. Mit Türkgücü stieg Fischer im Sommer 2020 erstmals in die 3. Liga auf.
Sein erstes Drittligaspiel absolvierte er am 19. September 2020 gegen den Stadtrivalen FC Bayern München II. Beim 2:2-Unentschieden legte er den ersten Treffer für Sercan Sararer auf. In der abgelaufenen Saison konnte Fischer mit konstant guten Leistungen auf sich aufmerksam machen. Insgesamt kam er in 26 Partien für die Münchner in der dritten Liga zum Einsatz.
Zur Saison 2021/2022 wechselte Fischer in die 2. Bundesliga zum 1. FC Nürnberg. Als Ablösesumme wurden 100.000 Euro vereinbart.
Im Sommer 2022 wechselte er zum Bundesligisten VfL Wolfsburg, die Ablösesumme soll laut Presseberichten rund 2 Millionen Euro betragen haben. Bei Wolfsburg kam Fischer an den ersten 15 Spieltagen aber lediglich in drei Spielen zum Einsatz.